# Zamindari
Zamindari – system podatkowy właściwy dla terenów wiejskich wprowadzony w Bengalu w Indiach przez brytyjskich kolonizatorów w 1793 (akt Lorda Cornwallisa). 
Dziedziczne zwierzchnictwo zamindarów, którzy posiadając uprawnienia bliskie prawu własności ziemi, egzekwowali spłaty należności od rolników i przekazywali je na rzecz władz. Z czasem pomiędzy zamindarem a rolnikiem pojawiły się szczeble pośredników ściągających podatki lokalnie.

## Literatura przedmiotu
- Mrozek Bogusław, Powstanie systemów zamindari i rajjatwari w rolnictwie indyjskim na przełomie XVIII i XIX wieku (PO 1958 nr 1-4 [25-28])